# Bruce Lee (Computerspiel)
Bruce Lee ist ein vom US-Studio und -Publisher Datasoft entwickeltes und veröffentlichtes Computerspiel. Das Actionspiel erschien 1983 zunächst für die Heimcomputer Atari 400 und Atari 800, ab 1984 folgten Portierungen für viele andere Systeme.

## Handlung
Der Spieler schlüpft in die Rolle von Bruce Lee und macht sich auf den Weg, einen Zauberer zu töten, um dessen Reichtum und das Geheimnis der Unsterblichkeit zu erlangen. Dazu muss er die 20 Räume einer asiatischen Burganlage durchqueren. Ihm stellen sich dabei Ninjas und Sumō-Ringer (Green Yamo) in den Weg.

## Spielprinzip
Das Spiel ist ein Jump-'n'-Run-Spiel mit Elementen eines Kampfspiels.  Die Spielfigur beherrscht Faustschläge und Tritte, um sich zu wehren. Dabei halten der Ninja zwei, Yamo drei und der Spieler vier Treffer aus.
„Laternen“ müssen zum Öffnen zusätzlicher Passagen eingesammelt und Hindernisse durch geschickte Sprünge überwunden werden. Der Spieler muss Laserfallen, Bodenminen und elektrischen Ladungen ausweichen und an (teilweise beweglichen) Wänden klettern. Das Spiel ist gewonnen, wenn man den Raum des Zauberers erreicht und die letzte Laterne berührt.
Im Mehrspielermodus kann der zweite Spieler die Rolle eines beliebigen Gegners übernehmen.

## Entwicklungsgeschichte
Die SID-Musik für den C64 schrieb John A. Fitzpatrick.

## Rezeption
Das deutsche Computermagazin Happy Computer bezeichnete Bruce Lee als sehr gelungenes, actionreiches Geschicklichkeitsspiel, das eine hohe Motivationskurve aufweise, aber nicht übermäßig brutal gestaltet sei. In Summe sei es ein „abwechslungsreicher, moderner Klassiker“.
Die US-amerikanische Computer Gaming World äußerte sich irritiert über die Titelmusik des Spiels. Gelobt wurde hingegen die gut auf Aktionen des Spielers reagierende Steuerung. Das Spiel sei jedem zu empfehlen, der Kampfspiele möge.